# سعود هلال الحربي
الدكتور سعود هلّال ناشي العلوي الحربي، سياسي كويتي شغل منصب وزير التربية ووزير التعليم العالي في الكويت منذ 19 نوفمبر 2019. حتى 14 ديسمبر 2020.

## الشهادات العلمية
- الدكتوراه في أصول التربية – جامعة القاهرة 2006.[2]
- الماجستير في أصول التربية – جامعة الكويت 2000.
- الإجازة الجامعية في علم النفس التربوي – جامعة الكويت 1986.

## التدرج الوظيفي
- وكيل وزارة التربية.
- المدير العام للمنظمة العربية للتربية والثقافة والعلوم.
- وكيل وزارة مساعد لقطاع البحوث التربوية والمناهج 2013 – 2017.
- مدير إدارة تطوير المناهج 2008 – 2013.
- موجه تربوي ثم موجه تربوي أول 1996 – 2008.
- معلم ثم معلم أول بوزارة التربية 1986 – 1994.

## الخبرات المهنية والاستشارية
- عضو المجلس التنفيذي للمنظمة العربية للتربية والثقافة والعلوم.
- عضو المجلس التنفيذي للمنظمة الإسلامية للتربية والعلوم والثقافة.
- رئيس المجلس التنفيدي كتب التربية البكري دوب البنین.
- رئيس فريق الحكوميين العرب المكلف بوضع خطة عربية للتربية على حقوق الإنسان.
- رئيس لجنة خبراء الأمن الاجتماعي (الإيسيسكو).
- خبير تربوي في مجال حقوق الإنسان لدى الأمانة العامة لمجلس التعاون لدول الخليج العربي.
- عضو مجلس أمناء المركز العربي للبحوث التربوية لدول الخليج
- خبير تربوي دولي في مجال حقوق الإنسان وفلسفة التعليم وسياساته.
- خبير تربوي دولي معتمد من وزارة التربية الكويتية لدي اليونسكو.
- مدير عام المنظمة العربية للتربية والثقافة والعلوم (الكسو) (2017 - 2019).
- ممثل دولة الكويت في الحوار العربي الأوروبي.
- ممثل دولة الكويت في اجتماعات مجلس حقوق الإنسان في جينيف.
- المنسق الوطني للتنمية المستدامة في دولة الكويت.
- المشرف العام لفريق عمل إعداد المادة العلمية للقنوات الفضائية التعليمية الكويتية.
- رئيس مشروع إعداد برمجيات تعليمية للمرحلة المتوسطة.
- رئيس لجنة تطوير مناهج اللغة العربية.
- رئيس لجنة المعايير الوظيفية للمعلمين ورؤساء الأقسام والموجهين.
- رئيس لجنة التوعية والإعلام والشقيف ضمن مشروع تطبيق إستراتيجية التعليم الإلكتروني.
- رئيس تحرير المجلة العربية للإدارة التعليمية.

## من إصداراته
- صدر له ما يزيد عن 16 كتاب وله 3 كتب تحت الطبع.

## مؤلفاته
- في الميدان التربوي والتعليمي والثقافي وحقوق الإنسان والمواطنة.
- التربية والقيم والأمن الاجتماعي (2012)
- مساحات الأمل (2014)
- حقوق الإنسان في دولة الكويت الأسس والمرتكزات (2014)
- حقوق الطفل في دولة الكويت (2015)
- حقوق الإنسان: المفهوم والأبعاد والآفاق (2016)
- في المواطنة: المفهوم والمضامين.
- من وثائق التعليم في الكويت قراءة تحليلية.
- التربية والقيم السياسية (2002)
- التفكير.
- آفاق تربوية (2005)
- السياسة التعليمية: مفاهیم وخبرات (2007)
- العيش في الحقيقة (2008)
- الدليل الاسترشادي للتربية على حقوق الإنسان (2010)
- فجوة التعليم (مترجم – مشترك) (2010)
- من أجل الكويت (2011)